# Liste der deutschen Botschafter in Osttimor

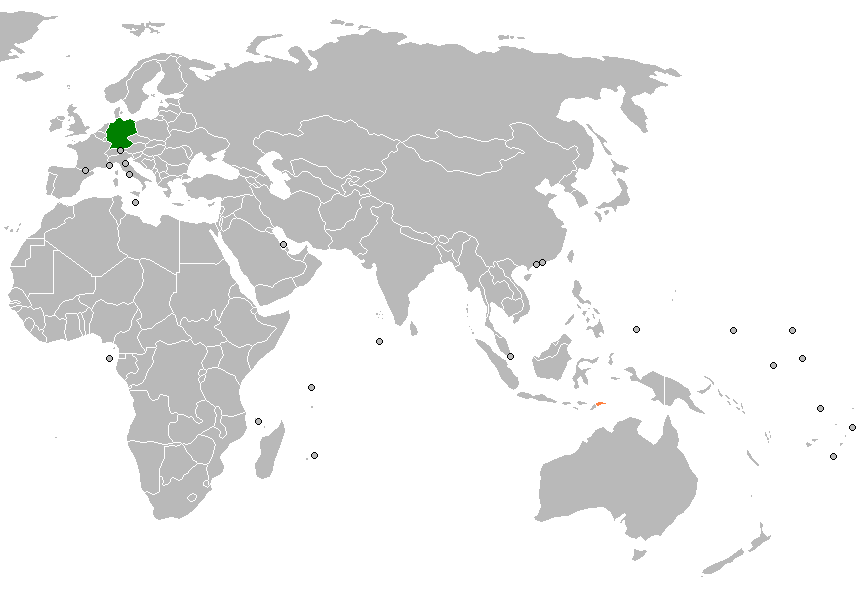
Deutschland (grün) und Osttimor (orange)

Osttimor (offiziell Timor-Leste) erklärte am 20. Mai 2002 seine Unabhängigkeit nach drei Jahren Verwaltung durch die Vereinten Nationen. Das Land wurde daraufhin von der Bundesrepublik Deutschland als souveräner Staat anerkannt. Beide Länder nahmen diplomatische Beziehungen auf.

## Hintergrund
Deutschland hat keine eigene Botschaft in Dili, der Hauptstadt von Osttimor. Für das Land ist der deutsche Botschafter in Indonesien doppelakkreditiert. Seit 2023 hat Deutschland ein Honorarkonsulat in Dili.

## Liste

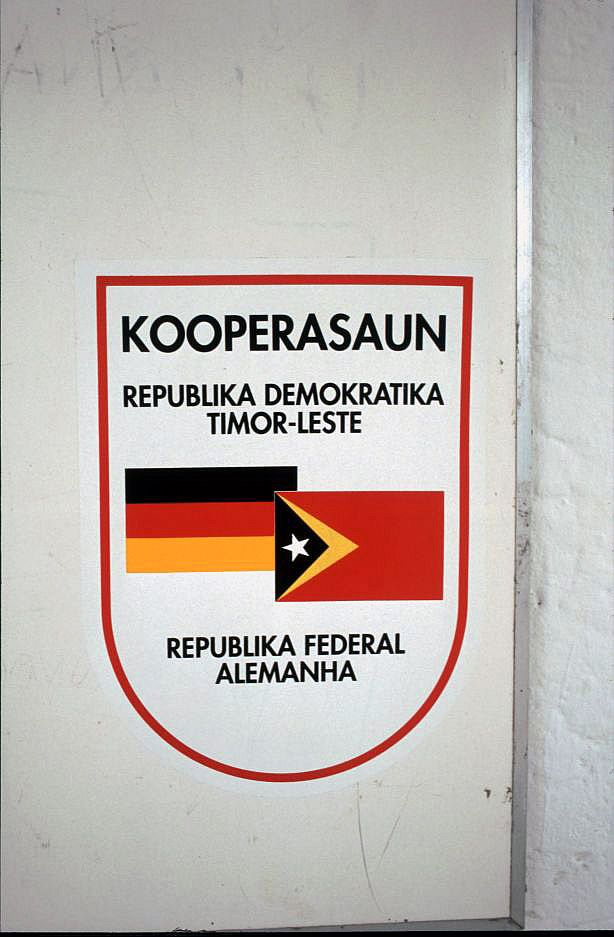
Emblem der GTZ in Osttimor

| Name                                  | Amtszeit  |
| ------------------------------------- | --------- |
| Gerhard Fulda                         | 2002–2004 |
| Joachim Broudré-Gröger                | 2004–2006 |
| Paul Hermann von Maltzahn             | 2006–2009 |
| Norbert Baas                          | 2009–2012 |
| Georg Witschel                        | 2012–2016 |
| Michael Freiherr von Ungern-Sternberg | 2016–2018 |
| Peter Schoof                          | 2018–2021 |
| Ina Lepel                             | seit 2021 |